# Vitamin B (Karriere)
Vitamin B bezeichnet in der Umgangssprache, vor allem im beruflichen Umfeld, die Vorteilsnahme persönlicher Beziehungen bzw. Bekanntschaften zu potentiellen Vorgesetzten oder Kollegen. Durch die Annahme dieser Vorteile wird im Allgemeinen verstanden, in bevorzugte Positionen der persönlichen Karriere zu gelangen und/oder Mitbewerber aus dem persönlichen Bewerbungsumfeld zu übervorteilen.
In den Sozialwissenschaften wird dieses Phänomen unter dem Begriff Sozialkapital behandelt, seit Mark Granovetters einflussreicher Studie Getting a Job ist dazu eine umfangreiche Literatur entstanden. Unter anderem stellt eine Studie des Instituts für Arbeitsmarkt- und Berufsforschung fest, dass über 40 % der Jobsuchenden eine Arbeitsstelle finden, deren Weg bereits im Vorfeld der Bewerbung durch persönliche Bekanntschaften geebnet wurde.
Obwohl viele Arbeitsstellenvermittlungen über Vitamin B laufen, wird manchmal aus dem Auge verloren, dass die überwiegende Anzahl der Stellenvermittlungen über Arbeitsagenturen oder Karrieremessen stattfinden. Viele Arbeitgeber ziehen sogenannte Soft Skills oder anderweitig erworbene Berufserfahrung persönlichen Beziehungen vor.